# Parc national des Emas
Le parc national des Emas (en portugais : Parque Nacional das Emas) est une zone protégée du Brésil, située dans l'État de Goiás. Il doit son nom à la présence des nandous d'Amérique (Rhea americana, en portugais ema). Créé le 11 janvier 1961 par le président de la République de l’époque, Juscelino Kubitschek, sa superficie actuelle est de 1330 km².

## Géographie
Le parc conserve les différentes sources des rivières Jacuba et Formoso, affluents du rio Paranaíba, dans le bassin du fleuve Paraná. Il protège l'écosystème du Cerrado (savanes).
Parmi les principaux mammifères, on trouve le puma (Puma concolor), le jaguar (Panthera onca), le cerf des marais (Blastocerus dichotomus), le fourmilier géant (Myrmecophaga trydactyla), le loup à crinière (Chrysocyon brachyurus), le chien des buissons (Speothos venaticus), le tapir (Tapirus terrestris), le coati (Nasua nasua), le pécari (Tayassu pecari), l'opossum (Didelphis albiventris) et la mouffette (Conepatus semistriatus).

## Dans la culture
Un timbre-poste du Brésil émis en 2006 lui a été consacré. Y figurent les monts Caiapo, la plante clusiacée Kielmeyera rubriflora, endémique du Brésil, et le nandou d'Amérique (Rhea americana).

## Galerie

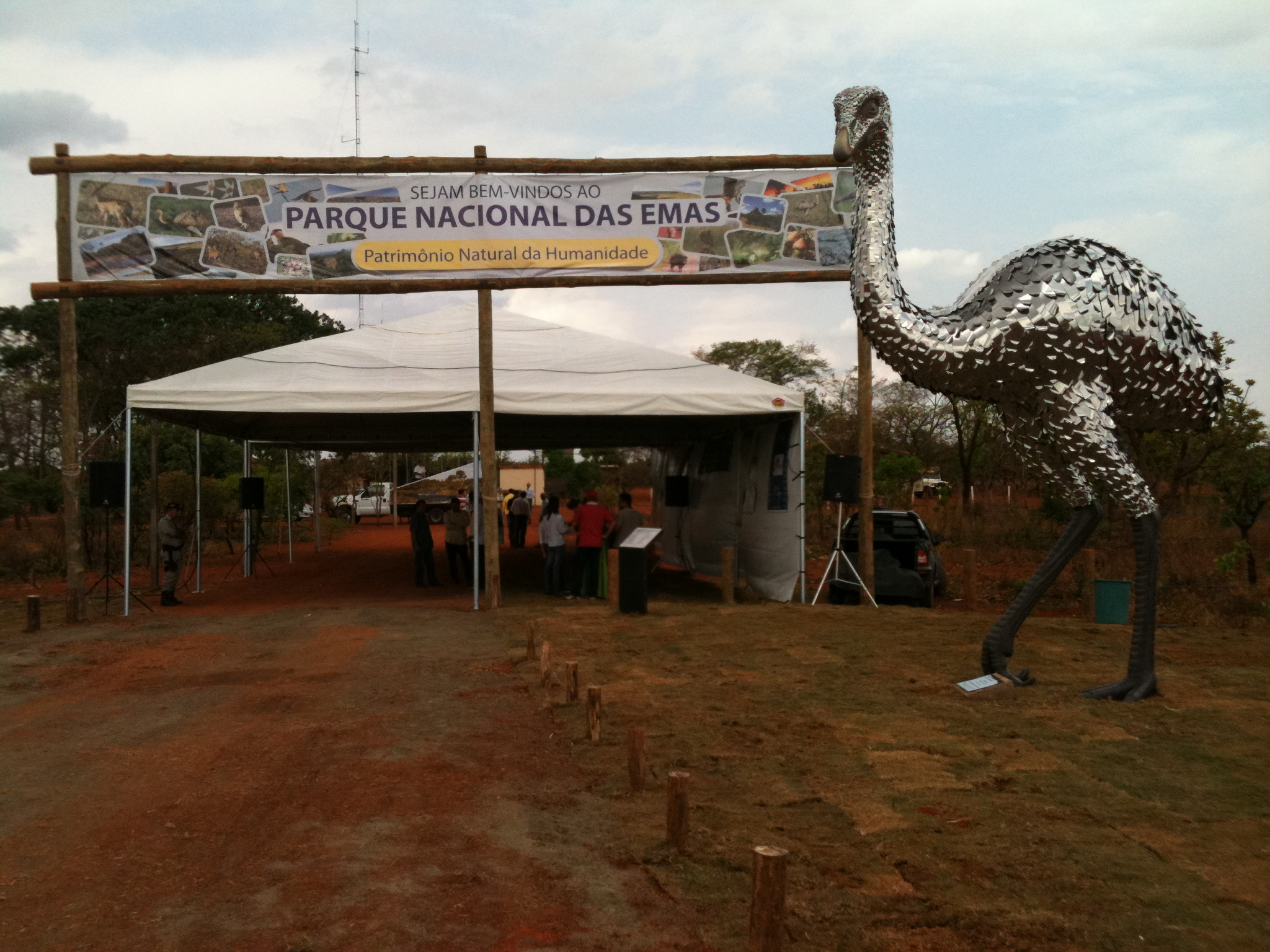
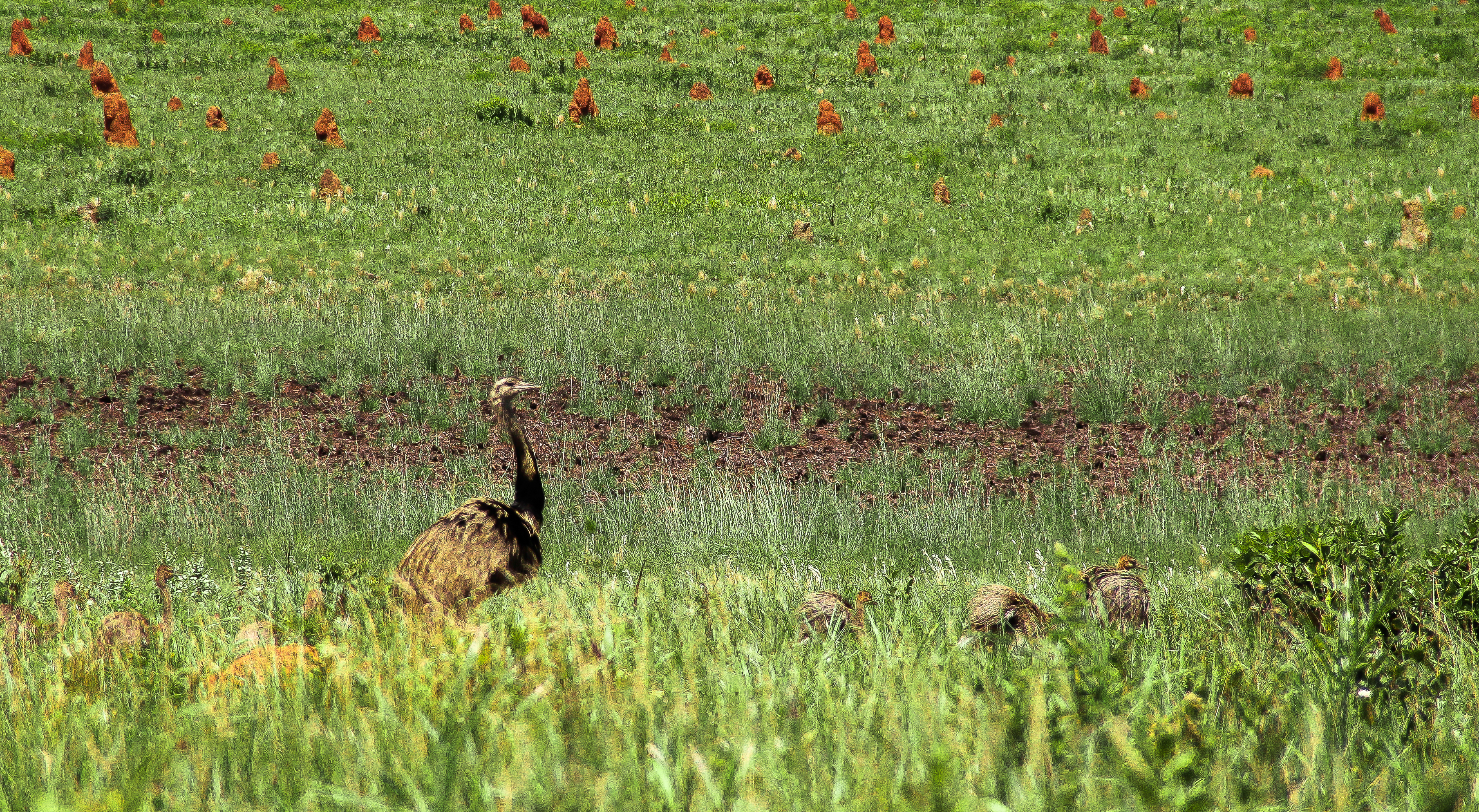
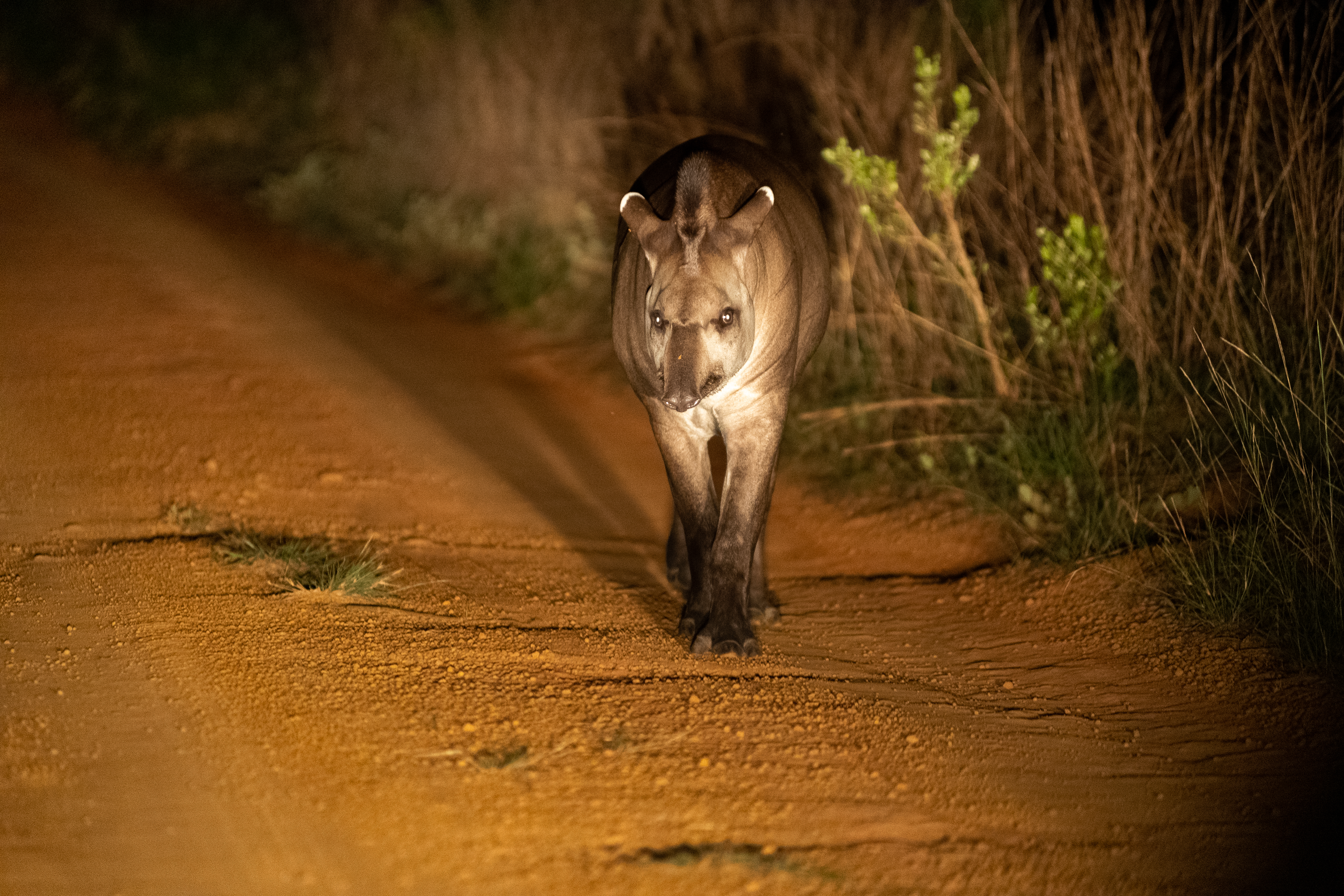
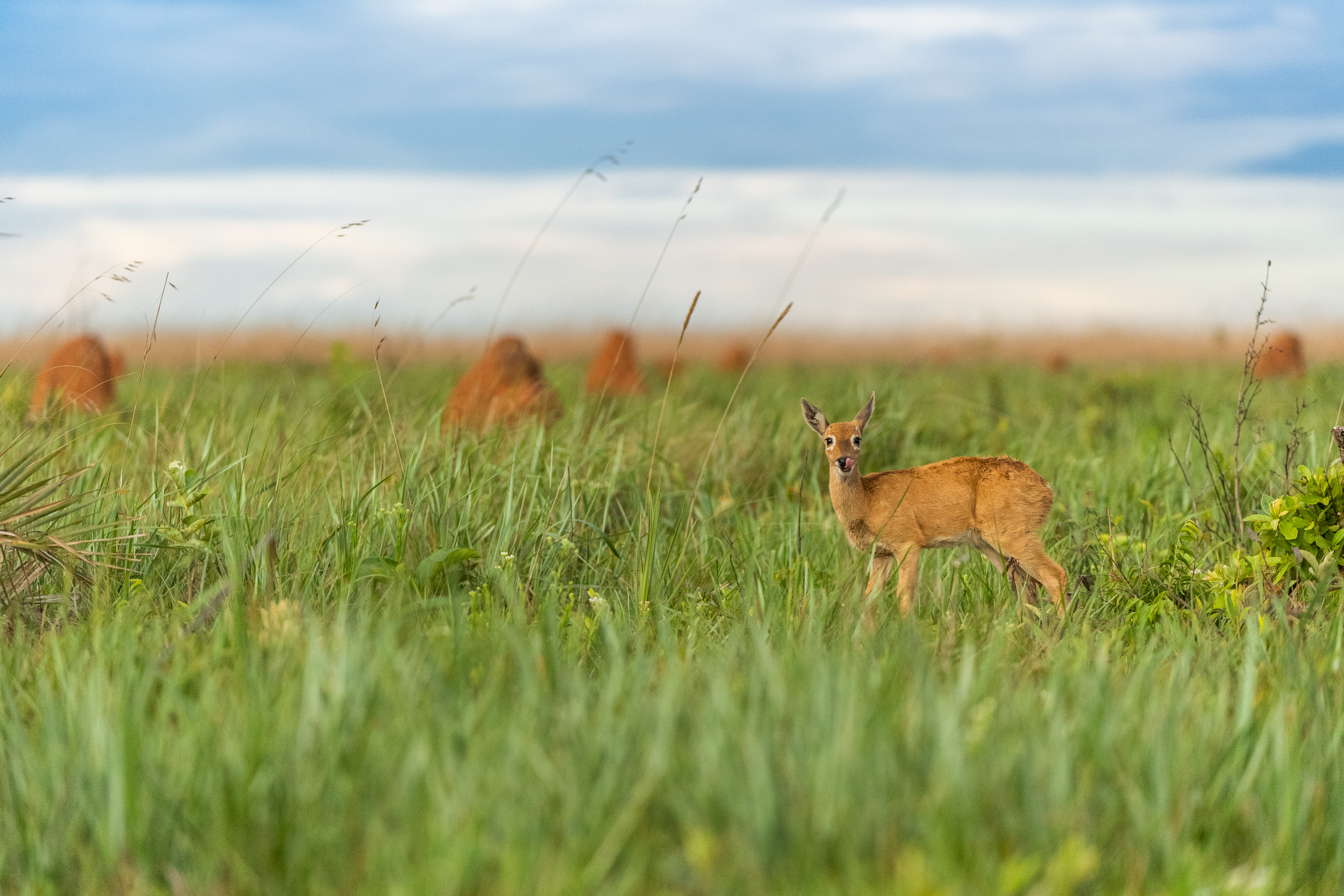
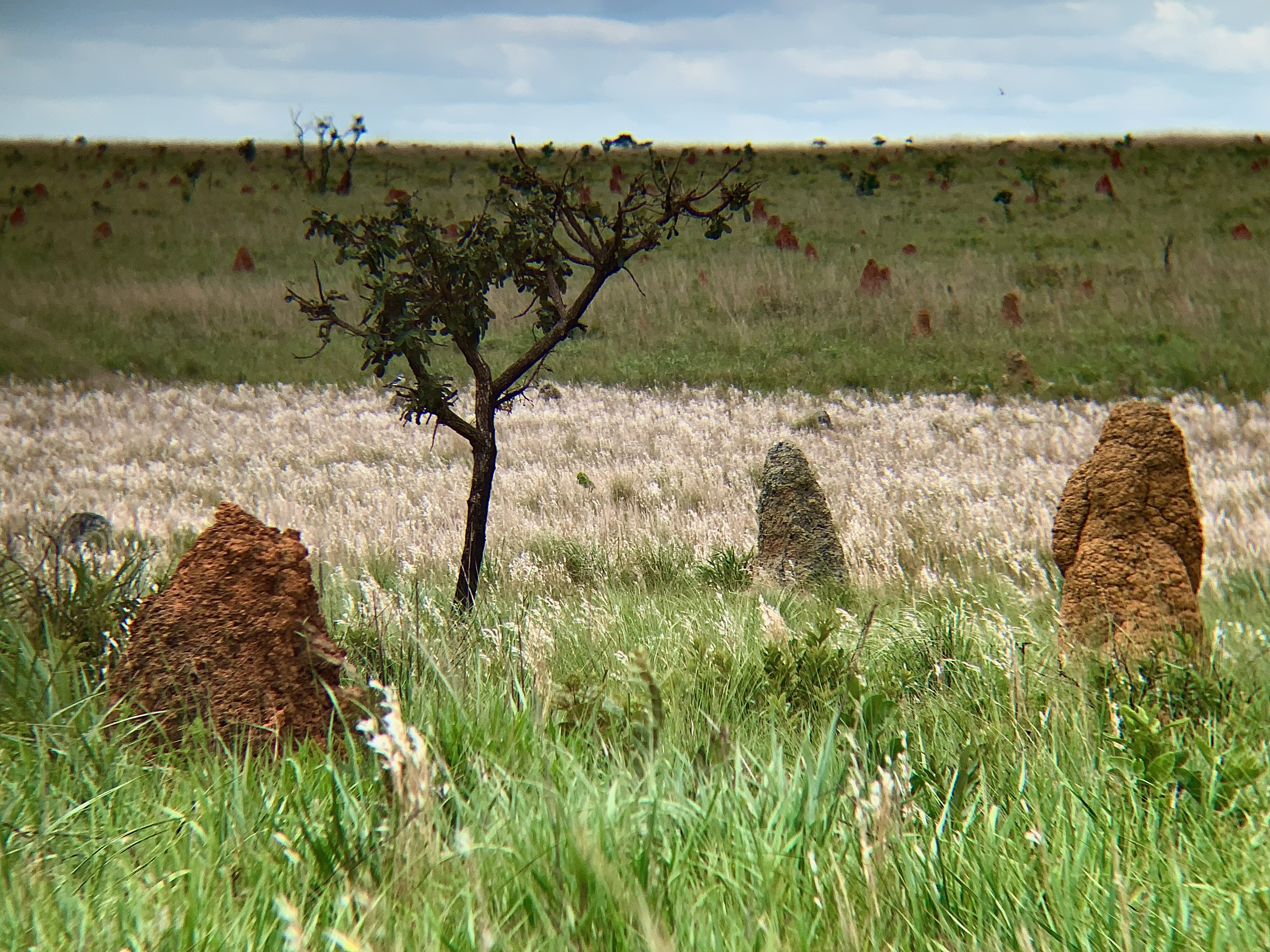
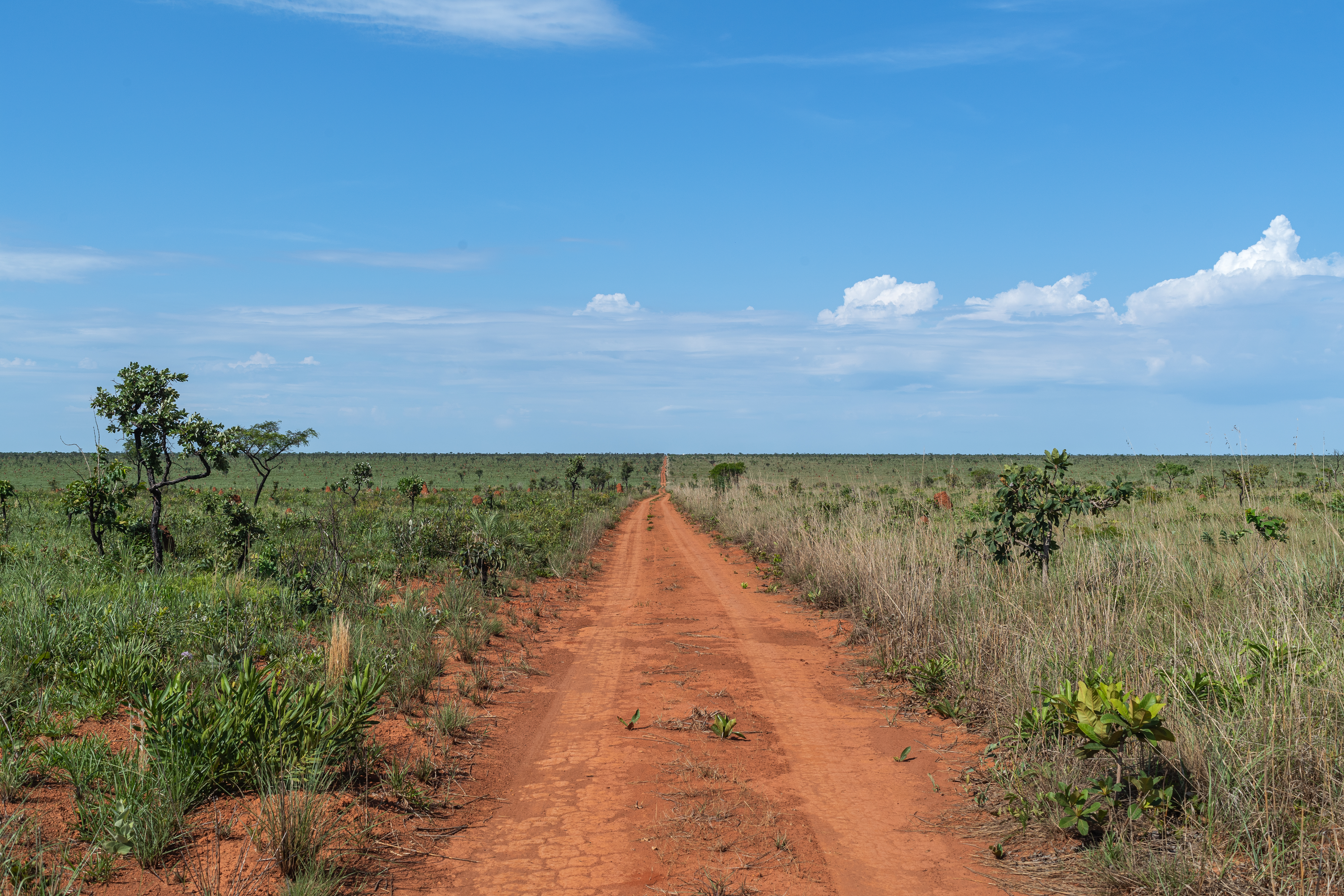